# Svjetsko prvenstvo u rukometu za žene – Jugoslavija 1973.
Svjetsko prvenstvo u rukometu za žene 1973. održano je u Jugoslaviji od 7. do 15. prosinca 1973. godine.

## Konačni poredak
- Zlato: Jugoslavija
- Srebro: Rumunjska
- Bronca : SSSR

## Vanjske poveznice
- www.ihf.info - SP 1973